# Christoph Beat Graber
Christoph Beat Graber (* 1960) ist ein Schweizer Rechtswissenschaftler und seit 2015 ordentlicher Professor für Rechtssoziologie mit besonderer Berücksichtigung des Medienrechts an der Universität Zürich. Er war zuvor Gründungsmitglied und Ordinarius an der rechtswissenschaftlichen Fakultät der Universität Luzern und als Berater verschiedener Bundesämter und der OECD in kommunikations-, kultur- und urheberrechtlichen Fragen tätig.

## Leben
Die Tätigkeit seiner Eltern als Hoteliers führte Christoph Beat Graber in seiner Kindheit nach St. Moritz. Nach Abschluss der schweizerischen Matura am Lyceum Alpinum im benachbarten Zuoz, studierte er Rechtswissenschaften an den Universitäten Bern und St. Gallen und erwarb 1989 das Anwaltspatent.
Graber dissertierte anschliessend dank Forschungsstipendien des Schweizerischen Nationalfonds und des Eidgenössischen Departement des Innern am European University Institute (EUI) in Florenz, wo er unter anderem intensiv mit Gunther Teubner zusammenarbeiten durfte und so insbesondere sein Verständnis der Systemtheorie Niklas Luhmanns weiter vertiefen konnte. Seine Doktorarbeit „Zwischen Geist und Geld - Interferenzen von Kunst und Wirtschaft aus rechtlicher Sicht“ verteidigte er 1993 als PhD, bevor sie dann 1994 im Nomos Verlag erschien.
Zurück an der Universität Bern habilitierte Christoph Beat Graber im Jahr 2002 zum Thema "Handel und Kultur im Audiovisionsrecht der Welthandelsorganisation WTO". Die im Stämpfli Verlag erschienene Habilitationsschrift, untersucht unter interdisziplinären Standpunkten – eine Arbeitsweise die das Wirken Grabers auszeichnet – das Spannungsfeld zwischen Völkerrecht, Wirtschaft und Kulturpolitik.

## Wirken
Nach seiner Tätigkeit als Oberassistent und Lehrbeauftragter an der Universität Bern wurde Graber als Gründungsmitglied Ordinarius an der rechtswissenschaftlichen Fakultät der Universität Luzern. Zwischen 2001 und 2014 unterrichtete er dort Kommunikations- und Kulturrecht, Wirtschaftsvölkerrecht und Rechtssoziologie.
2010 wurde er mit dem Swiss-Academies Award for Transdisciplinary Research gekürt, dem höchstdotiertesten Preis der Akademien der Wissenschaften Schweiz.
Im Jahr 2015 wechselte er an die Universität Zürich, wo er zum ordentlichen Professor am neu geschaffenen Lehrstuhl für Rechtssoziologie mit besonderer Berücksichtigung des Medienrechts ernannt wurde. Dort gibt er verschiedene Vorlesungen zu den Grundlagen der Rechtssoziologie, dem Kunst- und Kulturrecht und zu den normativen Wirkungen neuer Technologien im Internet, seinem derzeitigen Forschungsschwerpunkt. Graber ist darüber hinaus Mitglied des leitenden Ausschusses des Executive Master in Art Market Studies der Universität Zürich.
Im Kontext seiner interdisziplinären und international angelegten Forschung war Christoph Beat Graber Visiting Professor und Scholar am Georgetown University Law Center, am Institute of International Economic Law der University of Wollongong und am Center for the Study of Law and Society der University of California, Berkeley. Von 2016 bis 2021 war er Faculty Associate am Berkman Klein Center for Internet and Society an der Harvard University.
2023 kehrt er als Fernand Braudel Senior Fellow an das European University Institute nach Florenz zurück. Im Rahmen dieser Auszeichnung nimmt er am Forschungsprojekt "Towards an Institutionalisation of Net Neutrality as a Fundamental Right? Prospects of Societal Constitutionalism in the Digital Society" teil.
Neben seiner akademischen Tätigkeit war er in öffentlich-rechtlichen Ämtern als Berater beim Bund und bei der OECD tätig und als Geschäftsführer der Unabhängigen Beschwerdeinstanz für Radio und Fernsehen (UBI). Während der Dauer zweier Wahlperioden war Graber als vom Bundesrat gewähltes (unabhängiges) Mitglied der Eidgenössichen Schiedskommission für die Verwertung von Urheberrechten und verwandten Schutzrechten (EschK) tätig. Zudem ist und war er mit verschiedenen Vorstands- und Stiftungsmandaten betraut, wie demjenigen der Solothurner Filmtage oder des Centro Giacometti.

## Schriften (Auswahl)
Graber ist Verfasser einer grossen Vielzahl und Vielfalt von Schriften, darunter Monografien, Herausgeberschaften, Kommentarbeiträge, Aufsätze sowie Zeitungsartikel.
- How the Law Learns in the Digital Society, in: Law, Technology and Humans, Vol. 3, No. 2, 2021, 12-27, doi:10.5204/lthj.1600.

- Geplant war ein Helfer, heraus kam ein Spion. Wie der Like-Button von Facebook neues Recht entstehen lässt, Neue Zürcher Zeitung vom 28. Juni 2021, S. 28.
- Die Zukunft der Medienverfassung, Mohr Siebeck, Tübingen 2021 (mit Karl-Heinz Ladeur, Albert Ingold und Dan Wielsch), doi:10.1628/978-3-16-160811-7.
- Personalisierung im Internet, Autonomie der Politik und Service public, in: sic! – Zeitschrift für Immaterialgüter-, Informations- und Wettbewerbsrecht 5/2017, 257-270 (pre-published as i-call Working Paper No. 2017/02, Zurich, Switzerland: University of Zurich).
- Bottom-up Constitutionalism: the Case of Net Neutrality, in: Transnational Legal Theory, Vol. 7, No. 4, 2017, pp. 524–552, doi:10.1080/20414005.2017.1300678 (pre-published as i-call Working Paper No. 2017/01, Zurich, Switzerland: University of Zurich).
- Die Schweizerische Bundesverfassung (Kommentar), 3. erweiterte Auflage, Schulthess, Zurich, 2014, 1771–1783 (Hrsg. Bernhard Ehrenzeller).
- Intellectual Property: Law in Context, in: James D Wright (ed.), International Encyclopaedia of the Social and Behavioral Sciences, second edition, Oxford: Elsevier, 2015, pp. 266-272; online edition, doi:10.1016/B978-0-08-097086-8.86038-9 (pre-published as i-call Working Paper No. 2014/01) (mit Jessica C. Lai).
- Trade and Culture, in: Rüdiger Wolfrum (ed.), The Max Planck Encyclopedia of Public International Law, Oxford: Oxford University Press, 2013, pp. 971-978; online edition, www.mpepil.com.
- Governance of Digital Game Environments and Cultural Diversity. Transdisciplinary Enquiries. Edward Elgar, Cheltenham/UK, 2010 (mit Mira Burri-Nenova).
- Free trade versus cultural diversity. WTO negotiations in the field of audiovisual services. In Herausgeberschaft mit Michael Girsberger und Mira Nenova, Zürich 2004, ISBN 3-7255-4704-1.
- Handel und Kultur im Audiovisionsrecht der WTO. Völkerrechtliche, ökonomische und kulturpolitische Grundlagen einer globalen Medienordnung. Bern 2003, ISBN 3-7272-9905-3.
- Zwischen Geist und Geld. Interferenzen von Kunst und Wirtschaft aus rechtlicher Sicht. Interdisziplinäre und rechtsvergleichende Untersuchung unter besonderer Berücksichtigung des schweizerischen Rechts. Baden-Baden 1994, ISBN 3-7890-3283-2.